# Feuer Spitze
Feuer Spitze är en bergstopp i Österrike.   Den ligger i distriktet Reutte och förbundslandet Tyrolen, i den västra delen av landet, 500 km väster om huvudstaden Wien. Toppen på Feuer Spitze är 2 755 meter över havet.
Terrängen runt Feuer Spitze är huvudsakligen bergig, men den allra närmaste omgivningen är kuperad. Närmaste större samhälle är Landeck, 16,4 km öster om Feuer Spitze. 
Trakten runt Feuer Spitze består i huvudsak av gräsmarker. Runt Feuer Spitze är det ganska glesbefolkat, med 27 invånare per kvadratkilometer.